# Козюпа Ганна Іванівна
Ганна Іванівна Козюпа (нар. 7 березня 1995, Берестя, Білорусь) — білоруська футболістка, захисниця хорватського клубу «Спліт» та жіночої збірної Білорусі.

## Життєпис
У 2009 році Анна почала займатися футболом у клубі «Вікторія-86» з Берестя. Деякий час виступала в Польщі за варшавський клуб «Прага». Виступала в клубі «Мінськ» у 2015-2017 роки, тричі стала чемпіонкою країни, один раз виграла Кубок Білорусі та двічі Суперкубок Білорусі; з клубом дебютувала в Лізі чемпіонів УЄФА. Пізніше виступала за РДУОР, в «Мінськ» повернулася взимку 2019 року.
У складі збірної Білорусії з 2014 року, провела шість матчів в рамках відбору на чемпіонат світу 2019 року. Зі збірною Білорусії стала володаркою Кубку Балатону 2018 роки (Balaton Cup 2018).